# 絶滅のおそれのある野生動植物の種の国際取引に関する条約第十一条3(a)の改正
絶滅のおそれのある野生動植物の種の国際取引に関する条約第十一条3 (a) の改正（ぜつめつのおそれのあるやせいどうしょくぶつのしゅのこくさいとりひきにかんするじょうやくだい11じょう3 (a) のかいせい）は、1979年（昭和54年）6月22日にドイツ連邦共和国（西ドイツ）ノルトライン＝ヴェストファーレン州ボンにおいて採択された多国間条約。絶滅のおそれのある野生動植物の種の国際取引に関する条約の下で招集される締約国会議の権限に財政規則の採択を追加することとしたもの。1987年（昭和62年）4月13日に発効した。

## 沿革
絶滅のおそれのある野生動植物の種の国際取引に関する条約は、1973年3月3日にアメリカ合衆国コロンビア特別区（ワシントンD.C.）において採択された多国間条約である。同条約は、主に野生動植物の国際取引の規制を通じてこれら動植物の種を保護することを目的としており、1975年7月1日から発効しているものである。同条約第12条では、同条約の事務局の役務を国際連合環境計画 (UNEP) 事務局長が提供することとされている。国際連合環境計画は、1972年6月に開催された国際連合人間環境会議の提案を受け、当該会議で採択された人間環境宣言及び環境国際行動計画を実施に移すための機関として、同年の国際連合総会決議に基づき設立された、国際連合総会の補助機関の一つである。国際連合環境計画は、既存の国際連合の諸機関が行う環境に関する諸活動を総合的に調整するとともに、これら機関が着手していない環境問題に関して国際協力を推進していくことを目的としている。国際連合環境計画は、同条の規定に基づき、同条約の事務局の役務を提供するとともに、当該事務局の運営経費及び締約国会議の会合の開催に必要な費用を国際連合環境計画が管理する環境基金から拠出してきた。しかし環境基金の目的上、当該費用に充てる資金を当該基金から無期限に拠出されることは、同条約の適切な実施のためには適切な手段が不可欠である旨を1977年5月25日の86C(V)文書で決定していること、今後締約国が増加する見込みがあること、来年に第2回締約国会議がコスタリカで開催されることの3点を踏まえれば、国際連合環境計画の触媒的な役割 (catalytic role) から矛盾すると認識された。国際連合環境計画は、1978年に開催された国際連合環境計画第6回管理理事会の決定において、1983年をもって環境基金からの拠出を打ち切ることとした。これにより、1984年以降における当該費用については別途締約国間の合意に基づき決定する必要が生じたが、同条約には締約国間の財政的負担に関する規定が存在せず、当該規定を整備するためには同条約を改正する必要があった。
このため絶滅のおそれのある野生動植物の種の国際取引に関する条約の締約国は、1979年6月22日に、ドイツ連邦共和国ノルトライン＝ヴェストファーレン州ボンにおいて締約国会議の特別会合を開催し、同条約の事務局の経費等を締約国が負担することを可能とするため、同条約の改正を旨とする本条約を採択した。本条約は、その採択された日に同条約の締約国であった50ヶ国のうち34ヶ国（3分の2）が受託書を寄託政府であるスイス連邦政府に寄託した日後60日後に発効されることとなったが、環境基金からの資金拠出が打ち切られた1984年においても発効の条件を満たすことができなかった。絶滅のおそれのある野生動植物の種の国際取引に関する条約の事務局は、1984年と1986年の2回にわたり、本条約の重要性・必要性を各締約国に訴え、本条約を受諾するよう各締約国に外交文書を発出した。こうした工作の結果、1987年4月13日に効力を生じることとなった。また、これにより本条約は、発効以後に絶滅のおそれのある野生動植物の種の国際取引に関する条約の締約国となった全ての国に自動的に適用されることとなった。
現在、本条約の締約国は、絶滅のおそれのある野生動植物の種の国際取引に関する条約の締約国183ヶ国中次の149ヶ国である。
| 国名                                         | 受託日         | 効力発生日     |
| -------------------------------------------- | -------------- | -------------- |
| 南アフリカ共和国                             | 1982年1月10日  | 1987年4月13日  |
| アルバニア共和国                             | 2003年6月27日  | 2003年9月25日  |
| ドイツ連邦共和国                             | 1980年7月5日   | 1987年4月13日  |
| アンゴラ共和国                               | 2013年2月10日  | 2013年12月31日 |
| アルメニア共和国                             | 2008年10月23日 | 2009年1月21日  |
| アンティグア・バーブーダ                     | 1997年7月8日   | 1997年10月6日  |
| サウジアラビア王国                           | 1996年3月12日  | 1996年6月10日  |
| アルゼンチン共和国                           | 2001年5月17日  | 2001年7月16日  |
| オーストラリア連邦                           | 1986年7月1日   | 1987年4月13日  |
| オーストリア共和国                           | 1984年3月16日  | 1987年4月13日  |
| アゼルバイジャン共和国                       | 1998年11月23日 | 1992年2月21日  |
| バーレーン王国                               | 2012年8月19日  | 2012年11月17日 |
| バルバドス                                   | 1992年12月9日  | 1993年3月9日   |
| ベラルーシ共和国                             | 1995年8月10日  | 1995年8月11日  |
| ベルギー王国                                 | 1983年3月10日  | 1987年4月13日  |
| ベリーズ                                     | 1986年8月19日  | 1987年4月13日  |
| ブータン王国                                 | 2002年8月15日  | 2002年11月13日 |
| ボスニア・ヘルツェゴビナ                     | 2009年1月21日  | 2009年4月21日  |
| ボツワナ共和国                               | 1980年11月19日 | 1987年4月13日  |
| ブラジル連邦共和国                           | 1985年11月21日 | 1987年4月13日  |
| ブルネイ・ダルサラーム国                     | 1990年5月4日   | 1990年8月2日   |
| ブルガリア共和国                             | 1991年1月16日  | 1991年4月16日  |
| ブルキナファソ                               | 1989年10月13日 | 1990年1月11日  |
| ブルンジ共和国                               | 1988年8月8日   | 1988年11月6日  |
| カンボジア王国                               | 1997年7月4日   | 1997年10月2日  |
| カナダ                                       | 1980年1月30日  | 1987年4月13日  |
| カーボベルデ共和国                           | 2005年8月10日  | 2005年8月11日  |
| チリ共和国                                   | 1982年11月18日 | 1987年4月13日  |
| 中華人民共和国                               | 1997年12月5日  | 1998年2月3日   |
| キプロス共和国                               | 1986年8月20日  | 1987年4月13日  |
| コロンビア共和国                             | 2006年9月22日  | 2006年11月21日 |
| コモロ連合                                   | 1994年11月23日 | 1995年2月21日  |
| 大韓民国                                     | 1993年7月9日   | 1993年10月7日  |
| コートジボワール共和国                       | 1994年11月21日 | 1995年2月19日  |
| クロアチア共和国                             | 2000年3月14日  | 2000年6月12日  |
| キューバ共和国                               | 1990年4月20日  | 1990年7月19日  |
| デンマーク王国                               | 1981年2月25日  | 1987年4月13日  |
| ジブチ共和国                                 | 1992年2月7日   | 1992年5月7日   |
| ドミニカ国                                   | 1995年8月4日   | 1995年11月2日  |
| エジプト・アラブ共和国                       | 1983年3月28日  | 1987年4月13日  |
| エルサルバドル共和国                         | 1987年4月30日  | 1987年7月29日  |
| アラブ首長国連邦                             | 1990年2月8日   | 1990年5月9日   |
| エクアドル共和国                             | 1988年5月13日  | 1988年7月12日  |
| エリトリア国                                 | 1994年10月24日 | 1995年1月22日  |
| エストニア共和国                             | 1992年7月22日  | 1992年10月20日 |
| エスワティニ王国                             | 1997年2月26日  | 1997年5月27日  |
| アメリカ合衆国                               | 1980年10月23日 | 1987年4月13日  |
| エチオピア連邦民主共和国                     | 1989年4月5日   | 1989年7月4日   |
| フィジー共和国                               | 1997年9月30日  | 1997年12月9日  |
| フィンランド共和国                           | 1983年4月5日   | 1987年4月13日  |
| フランス共和国                               | 1989年8月18日  | 1989年10月17日 |
| ガボン共和国                                 | 1989年2月13日  | 1989年5月14日  |
| ジョージア                                   | 1996年9月13日  | 1996年12月12日 |
| ギリシャ共和国                               | 1992年10月8日  | 1993年1月6日   |
| グレナダ                                     | 1999年8月30日  | 1999年11月28日 |
| ギニアビサウ共和国                           | 1990年5月16日  | 1990年8月14日  |
| 赤道ギニア共和国                             | 1992年3月10日  | 1992年6月8日   |
| ガイアナ共和国                               | 1987年4月22日  | 1987年6月21日  |
| ハンガリー                                   | 2005年4月19日  | 2005年6月18日  |
| インド                                       | 1980年2月5日   | 1987年4月13日  |
| インドネシア共和国                           | 1987年2月12日  | 1987年4月13日  |
| イラク共和国                                 | 2014年2月5日   | 2014年5月6日   |
| イラン・イスラム共和国                       | 1988年9月13日  | 1998年11月12日 |
| アイスランド                                 | 2000年1月3日   | 2000年4月2日   |
| アイルランド                                 | 2002年1月8日   | 2002年4月8日   |
| イタリア共和国                               | 1982年11月18日 | 1987年4月13日  |
| ジャマイカ                                   | 1997年4月23日  | 1997年7月22日  |
| 日本国                                       | 1980年8月6日   | 1987年4月13日  |
| ヨルダン・ハシミテ王国                       | 1982年9月15日  | 1987年4月13日  |
| カザフスタン共和国                           | 2000年1月20日  | 2000年4月19日  |
| ケニア共和国                                 | 1982年11月25日 | 1987年4月13日  |
| キルギス共和国                               | 2007年6月4日   | 2007年9月2日   |
| クウェート国                                 | 2002年8月12日  | 2002年11月10日 |
| ラオス人民民主共和国                         | 2004年3月1日   | 2004年3月5日   |
| レソト王国                                   | 2003年10月1日  | 2003年12月30日 |
| ラトビア共和国                               | 1997年2月11日  | 1997年5月12日  |
| レバノン共和国                               | 2013年2月25日  | 2013年5月26日  |
| リビア国                                     | 2003年1月28日  | 2003年4月28日  |
| リヒテンシュタイン公国                       | 1980年4月21日  | 1987年4月13日  |
| リトアニア共和国                             | 2001年12月10日 | 2002年3月9日   |
| ルクセンブルク大公国                         | 1989年8月29日  | 1989年10月28日 |
| 北マケドニア共和国                           | 2000年7月4日   | 2000年10月2日  |
| マダガスカル共和国                           | 1983年11月3日  | 1987年4月13日  |
| モルディブ共和国                             | 2012年12月12日 | 2013年3月12日  |
| マリ共和国                                   | 1994年7月18日  | 1994年10月16日 |
| マルタ共和国                                 | 1989年4月17日  | 1989年7月16日  |
| モロッコ王国                                 | 1987年2月3日   | 1987年4月13日  |
| モーリシャス共和国                           | 1980年9月23日  | 1987年4月13日  |
| モーリタニア・イスラム共和国                 | 1998年3月13日  | 1998年6月11日  |
| メキシコ合衆国                               | 1991年7月2日   | 1991年9月30日  |
| モルドバ共和国                               | 2001年3月29日  | 2001年6月27日  |
| モナコ公国                                   | 1987年3月23日  | 1987年5月22日  |
| モンゴル国                                   | 1996年1月5日   | 1996年4月4日   |
| モンテネグロ                                 | 2007年3月26日  | 2006年6月3日   |
| ミャンマー連邦共和国                         | 1997年6月13日  | 1997年9月11日  |
| ナミビア共和国                               | 1990年12月18日 | 1991年3月18日  |
| ネパール連邦民主共和国                       | 1982年10月21日 | 1987年4月13日  |
| ニジェール共和国                             | 1983年4月8日   | 1987年4月13日  |
| ナイジェリア連邦共和国                       | 1985年3月11日  | 1987年4月13日  |
| ノルウェー王国                               | 1979年12月18日 | 1987年4月13日  |
| ニュージーランド                             | 1989年5月10日  | 1989年8月8日   |
| オマーン国                                   | 2008年3月19日  | 2008年6月17日  |
| ウガンダ共和国                               | 1991年7月18日  | 1991年10月16日 |
| ウズベキスタン共和国                         | 1997年7月10日  | 1997年10月8日  |
| パキスタン・イスラム共和国                   | 1981年7月2日   | 1987年4月13日  |
| パラオ共和国                                 | 2004年4月16日  | 2004年7月15日  |
| パナマ共和国                                 | 1983年10月28日 | 1987年4月13日  |
| パプアニューギニア独立国                     | 1987年8月27日  | 1987年10月26日 |
| パラグアイ共和国                             | 1988年7月1日   | 1988年8月30日  |
| オランダ                                     | 1984年4月19日  | 1987年4月13日  |
| ペルー共和国                                 | 1982年10月6日  | 1987年4月13日  |
| ポーランド共和国                             | 1989年12月12日 | 1990年3月12日  |
| カタール国                                   | 2001年5月8日   | 2001年8月6日   |
| ルーマニア                                   | 1994年8月18日  | 1994年11月16日 |
| グレート・ブリテン及び北アイルランド連合王国 | 1980年11月28日 | 1987年4月13日  |
| ロシア連邦                                   | 1990年6月5日   | 1991年1月1日   |
| ルワンダ共和国                               | 1987年6月25日  | 1987年8月24日  |
| セントルシア                                 | 1999年2月9日   | 1999年4月10日  |
| セントクリストファー・ネイビス連邦           | 1994年2月14日  | 1994年5月15日  |
| サンマリノ共和国                             | 2005年7月22日  | 2005年2月10日  |
| セントビンセント及びグレナディーン諸島       | 1988年11月30日 | 1989年2月28日  |
| ソロモン諸島                                 | 2007年3月26日  | 2007年6月24日  |
| サモア独立国                                 | 2004年9月11日  | 2005年2月7日   |
| サントメ・プリンシペ民主共和国               | 2001年8月9日   | 2001年7月11日  |
| セネガル共和国                               | 1987年1月29日  | 1987年4月13日  |
| セルビア共和国                               | 2002年2月27日  | 2002年5月28日  |
| セーシェル共和国                             | 1982年11月18日 | 1987年4月13日  |
| シエラレオネ共和国                           | 1994年10月28日 | 1995年1月26日  |
| スロバキア共和国                             | 1993年2月3日   | 1993年1月1日   |
| スロベニア共和国                             | 2000年1月24日  | 2000年4月23日  |
| スウェーデン王国                             | 1980年2月25日  | 1987年4月13日  |
| スイス連邦                                   | 1981年2月23日  | 1987年4月13日  |
| スリナム共和国                               | 1981年8月17日  | 1987年4月13日  |
| シリア・アラブ共和国                         | 2003年4月30日  | 2003年7月29日  |
| タジキスタン共和国                           | 2015年12月31日 | 2016年3月30日  |
| チャド共和国                                 | 1989年2月2日   | 1989年5月3日   |
| チェコ共和国                                 | 1993年4月14日  | 1993年1月1日   |
| トーゴ共和国                                 | 1981年1月5日   | 1987年4月13日  |
| トンガ王国                                   | 2016年7月22日  | 2016年2月10日  |
| トリニダード・トバゴ共和国                   | 1984年5月17日  | 1987年4月13日  |
| チュニジア共和国                             | 1982年11月23日 | 1987年4月13日  |
| トルコ共和国                                 | 1996年9月23日  | 1996年12月22日 |
| 欧州連合                                     | 2015年4月9日   | 2015年7月8日   |
| ウルグアイ東方共和国                         | 1984年12月21日 | 1987年4月13日  |
| ウクライナ                                   | 1999年12月30日 | 2000年3月29日  |
| バヌアツ共和国                               | 1989年7月17日  | 1989年10月15日 |
| ベトナム社会主義共和国                       | 1994年1月20日  | 1994年4月20日  |
| イエメン共和国                               | 1997年5月5日   | 1997年8月3日   |
| ジンバブエ共和国                             | 1981年7月14日  | 1987年4月13日  |

絶滅のおそれのある野生動植物の種の国際取引に関する条約の締約国のうち本条約に締約していない次の34ヶ国については、引き続き本条約による改正前の絶滅のおそれのある野生動植物の種の国際取引に関する条約が適用される。このため、当該国家は、その同意がない限り財政規則に従う義務はない。
- アフガニスタン・イスラム共和国
- アルジェリア民主人民共和国
- バハマ国
- バングラデシュ人民共和国
- ベナン共和国
- ボリビア多民族国
- カメルーン共和国
- 中央アフリカ共和国
- コンゴ共和国
- コスタリカ共和国
- コンゴ民主共和国
- ドミニカ共和国
- ガンビア共和国
- ガーナ共和国
- グアテマラ共和国
- ギニア共和国
- ホンジュラス共和国
- イスラエル国
- リベリア共和国
- マラウイ共和国
- マレーシア
- モザンビーク共和国
- ニカラグア共和国
- フィリピン共和国
- ポルトガル共和国
- シンガポール共和国
- ソマリア連邦共和国
- スペイン王国
- スリランカ民主社会主義共和国
- スーダン共和国
- タイ王国
- タンザニア連合共和国
- ベネズエラ・ボリバル共和国
- ザンビア共和国

## 逐条解説

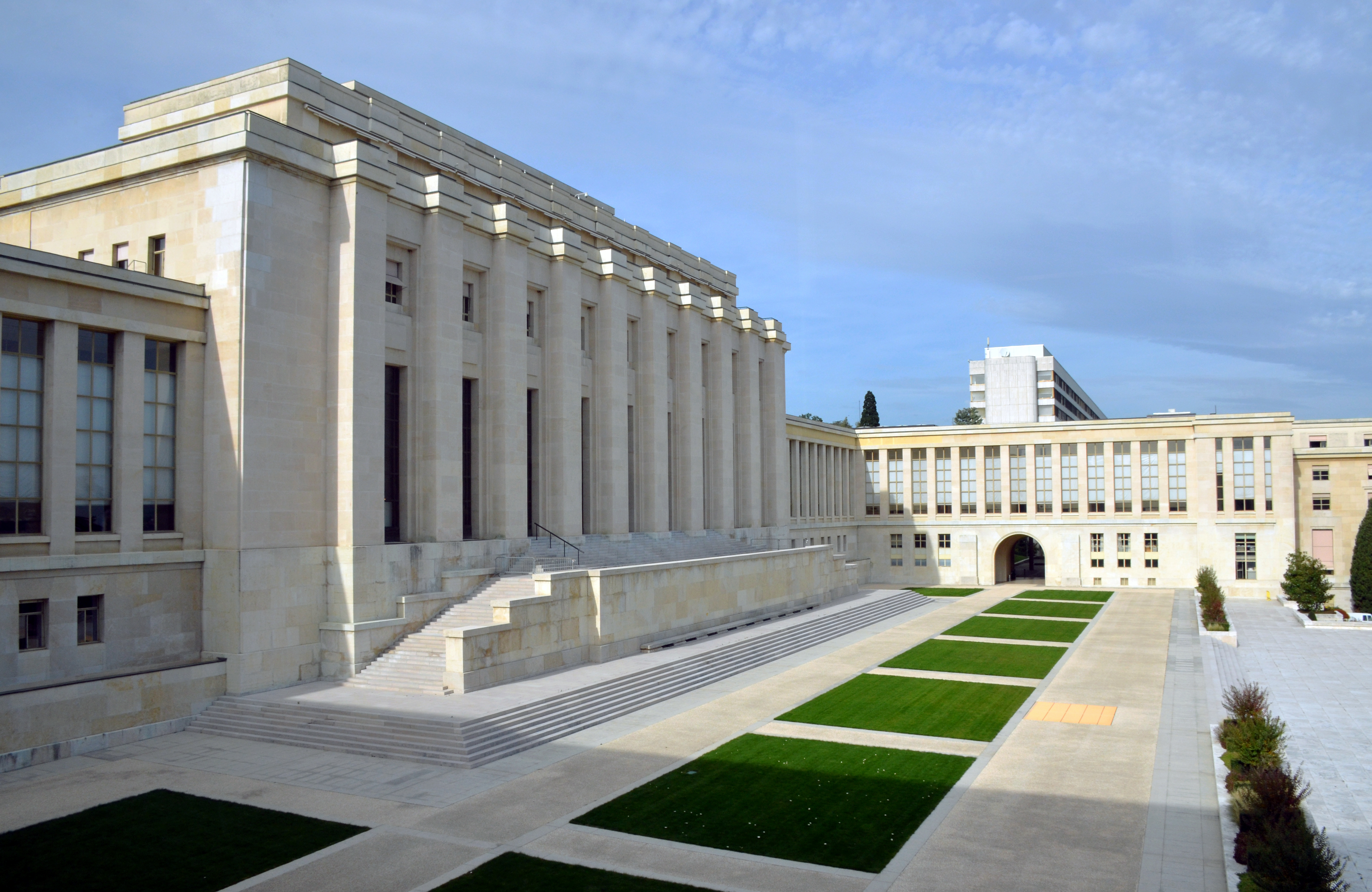
スイス連邦ジュネーヴ州ジュネーヴにある万国宮殿。絶滅のおそれのある野生動植物の種の国際取引に関する条約の事務局の住所 (postal address) 。

本条約は題名及び本文で構成されている。正文は、絶滅のおそれのある野生動植物の種の国際取引に関する条約と同様に、中国語、英語、フランス語、ロシア語及びスペイン語で作成される。本条約の寄託政府も同様にスイス連邦である。以下、各構成要素について解説する。
本条約の題名は、本条約の内容である絶滅のおそれのある野生動植物の種の国際取引に関する条約第11条3 (a) の字句を改正することを簡潔に示したものである。
本文は、絶滅のおそれのある野生動植物の種の国際取引に関する条約第11条3 (a) の改正規定である。同条約第11条は、同条約の締約国によって構成される締約国会議について規定した条文である。締約国会議は、別段の決定を行わない限り少なくとも2年に一回通常会合と、締約国の3分の1以上が書面により要請する場合に特別会合の二種類あり。締約国は、締約国会議において同条約の事務局の任務の遂行を可能にするために必要な規則を作成すること等ができる。本規定は、同条約の締約国の規則を作成する権利を定めた同条3 (a) の末尾に財政規則を採択することを加える改正を行うものである。財政規則は同条約の事務局の運営等のための経費を確保することを目的としたものである。国際法上、根拠なく締約国に対して財政出動を強制することは主権の侵害に当たる可能性があり、財政出動を強制するには強制される各締約国に対して逐次の同意が必要であった。本改正では、締約国会議で財政規則を採択することができることとすることにより、締約国会議の手続規則に定められた投票方式によって採決された財政規則をもって本条約の締約国の全てを本条約の持つ拘束力をもって財政出動を強制することが可能となる。なお手続規則は会議毎に決定するが、出席した各締約国につき1票ずつの単純過半数の多数決で行われることとされる（例えば本条約発効後初となる第7回締約国会議の作業規則第15規則など）。